# Municipio de Antioch (condado de White)
El municipio de Antioch (en inglés: Antioch Township) es un municipio ubicado en el condado de White en el estado estadounidense de Arkansas. En el año 2010 tenía una población de 562 habitantes y una densidad poblacional de 14,58 personas por km².

## Geografía
El municipio de Antioch se encuentra ubicado en las coordenadas 35°8′28″N 91°56′25″O / 35.14111, -91.94028. Según la Oficina del Censo de los Estados Unidos, el municipio tiene una superficie total de 38.54 km², de la cual 38,54 km² corresponden a tierra firme y (0 %) 0 km² es agua.

## Demografía
Según el censo de 2010, había 562 personas residiendo en el municipio de Antioch. La densidad de población era de 14,58 hab./km². De los 562 habitantes, el municipio de Antioch estaba compuesto por el 97,86 % blancos, el 0,36 % eran amerindios, el 0,36 % eran asiáticos, el 0,18 % eran de otras razas y el 1,25 % eran de una mezcla de razas. Del total de la población el 0,89 % eran hispanos o latinos de cualquier raza.